# Pathy Nsele Essengo
Pathy Nsele Essengo (ur. 11 stycznia 1978) – kongijski piłkarz grający na pozycji napastnika. W swojej karierze 3 razy wystąpił w reprezentacji Demokratycznej Republiki Konga.

## Kariera klubowa
W swojej karierze piłkarskiej Essongo grał między innymi w angolskim klubie Interclube.

## Kariera reprezentacyjna
W reprezentacji Demokratycznej Republiki Konga Essengo grał w 2002 roku. Był w kadrze narodowej na Puchar Narodów Afryki 2002. Jego dorobek na tym turnieju to 3 spotkania: z Togo (0:0) i z Wybrzeżem Kości Słoniowej (3:1) i ćwierćfinale z Senegalem (0:2). W kadrze narodowej rozegrał 3 mecze, wszystkie 3 w PNA 2002.